# 香港戲劇協會
香港戲劇協會（簡稱劇協）成立於1984年，工作包括每年頒發香港舞台劇獎，統籌每年一度之戲劇匯演，又經常舉辦研討會，出版戲劇書籍，以至主辦演出等。分別有團體會員及個人會員。秘書處位於九龍新蒲崗五芳街永濟工業大廈。現任會長為馮祿德。

## 外部連結
- 官方网站